# Mon bébé (film, 1928)
Pour les articles homonymes, voir Mon bébé.
Pour plus de détails, voir Fiche technique et Distribution.
Mon bébé (Baby Mine) est un film américain réalisé par Robert Z. Leonard, sorti en 1928.

## Fiche technique
- Titre : Mon bébé
- Titre original : Baby Mine
- Réalisation : Robert Z. Leonard
- Scénario : F. Hugh Herbert, Lew Lipton, Ralph Spence et Sylvia Thalberg d'après la pièce de Margaret Mayo
- Directeur de la photographie : Faxon M. Dean
- Direction artistique : Cedric Gibbons
- Montage : Sam Zimbalist
- Pays d'origine : États-Unis
- Format : Noir et blanc - 1,33:1 - Film muet
- Genre : comédie
- Date de sortie : 1928

## Distribution
- Karl Dane : Oswald Hardy
- George K. Arthur : Jimmy Hemingway
- Charlotte Greenwood : Emma
- Louise Lorraine : Helen